# 岡本百恵
岡本 百恵(おかもと ももえ、2月25日生)は、ファッションモデル。2019年放送のTBS系列(MBS放送)の番組「林先生が驚く初耳学！」(現題「日曜日の初耳学」)内のコーナー「アンミカ先生のパリコレ学」に出演し注目を集めた。2022年2月よりモデルエージェンシー「ボン イマージュ」に所属。

## 略歴
2019年放送のTBS系列(MBS放送)「林先生が驚く初耳学！」(現題「日曜日の初耳学」)内のコーナー「アンミカ先生のパリコレ学」に出演し注目を集めた。2022年2月よりモデルエージェンシー「ボン イマージュ」に所属。

## 出演
SHOW
・YOKE 22AW
・UCF 22AW
・FUMIE TANAKA 22AW
・MIKAGE SHIN 22AW
・TANAKADAISUKE 22AW
雑誌
・Harper's BAZAAR
・大勉強 by PHAETON
WEB
・ELLE digital
AD
・MIDIUMISSOLID 2022 RESORT COLLECTION
・Hysteric Glamour
TV
・TBS系列(MBS放送)の番組「林先生が驚く初耳学！」(現題「日曜日の初耳学」)内のコーナー「アンミカ先生のパリコレ学」